# До завтра (фильм, 1964)
«До завтра...» — советский чёрно-белый художественный фильм 1964 года, снятый режиссёром Александром Давидсоном на киностудии «Таджикфильм».
Премьера состоялась 12 апреля 1965 года. Фильм посмотрели 3,1 млн зрителей.

## Сюжет
Способный гонщик Джалил ссорится с хозяевами автомобильной фирмы и остается без работы. В это время представители Советского Союза ведут переговоры о продаже автомобилей марки «Волга» и решают, что Джалил станет гонщиком, который выступит за этот бренд в соревнованиях.
Во время подготовки к гонкам Джалил знакомится с советским инженером Ахмедом, которому он открывает свои жизненные неудачи и стремление достичь успеха. Победа в гонках становится для него последним шансом на признание и новую жизнь.
Конкуренты Джалила, западные гонщики Стрикленд, Крамер и Паркер, пытаются подорвать его уверенность, предлагая взять взятку и выступить так, чтобы «Волга» показала худший результат. Джалил начинает колебаться, но в итоге решает выступить честно.
В гонке он демонстрирует отличное мастерство и вырывается вперед, однако сталкивается с попыткой Стрикленда прижать «Волгу» к обрыву. Несмотря на опасную ситуацию, Джалил проявляет ловкость и избегает столкновения. Ахмед, понимая, что нужно помочь конкуренту, дает сигнал Джалилу остановиться ради спасения Стрикленда. Это решение приводит к тому, что Джалил проигрывает гонки, но общение с Ахмедом и прежние события укрепляют его веру в доброе взаимодействие между людьми и возможности, которые открываются перед ним.

## Роли исполняют
- Манос Захариас — Джалил
- Э. Илиаду — невеста Джалила
- Марат Арипов — Ахмед
- Евгений Тетерин — Крамер
- Геннадий Юдин — Стрикленд
- Глеб Стриженов — Паркер
- Сотриос Белевендис — эпизод
- Константин Тытров — торгпред
- Теймур Зайналпур — эпизод

В съёмках принимали участие мастера спорта С. Волхонский, Г. Назаров, спортсмены А. Данилов, А. Микулин, Е. Петров.

## Съёмочная группа
- Режиссёр: Александр Давидсон
- Сценаристы: Александр Давидсон, Тихон Непомнящий
- Оператор: Наум Ардашников
- Композитор: Микаэл Таривердиев
- Художник: Абрам Фрейдин